# جورج هاربر (لاعب كرة قدم)
جورج هاربر (بالإنجليزية: George Harper)‏ هو لاعب كرة قدم بريطاني (وحمل سابقاً جنسية المملكة المتحدة لبريطانيا العظمى وأيرلندا) في مركز مهاجم داخلي، ولد في 12 مايو 1877 في المملكة المتحدة، وتوفي في 14 يوليو 1914. لعب مع أستون فيلا وغريمسبي تاون ونادي سندرلاند ووولفرهامبتون واندررز وBurton Wanderers F.C. ‏.